# Шестнадесетте архата
Шестнадесетте архата (на японски: 十六羅漢, Juroku Rakan) са група от легендарни архати, които са разпространили будизма, те са ученици и последователи на Буда. Шестнадесетте архата са особено популярни в Зен будизма, където те са представени като примери за подражание. Понякога те увеличават бройката си на деветнадесет с добавянето на Нандимитра и Пиндола или с прибавянето често и на преводача Кумараджива.
Шестнадесетте архата са:
- Пиндолабхарадраджа (賓度羅跋囉惰闍尊者, Bindora Baradāja sonja)
- Канавакаца (迦諾迦伐蹉尊者, Kanakabassa sonja)
- Канакабхарадраджа (迦諾迦跋釐堕闍尊者, Kanakabarudaja sonja)
- Накула (諾距羅尊者, Nakola sonja)
- Бхадра (跋陀羅尊者, Badara sonja)
- Калика (迦哩迦尊者, Kalika sonja)
- Ваджрапутра (伐闍羅弗多羅尊者, Bajarabutara sonja)
- Дживака (戎博迦尊者, Jubaka sonja)
- Пантака (半託迦尊者, Hantaka sonja)
- Рахула (囉怙羅尊者, Ragon sonja)
- Нагасена (那伽犀那尊者, Nagasena sonja)
- Ангаджа (因掲陀尊者, Ingada sonja)
- Ванавасин(伐那婆斯尊者, Banabasu sonja)
- Аджита (阿氏多尊者, Ajita sonja)
- Чудапантака(注荼半吒迦尊者, Chudahantaka sonja)